# کتاب هفته (خانه کتاب)
کتاب هفته، هفته‌نامه‌ای برای اطلاع‌رسانی راجع به کتاب در ایران است که از سوی خانهٔ کتاب منتشر می‌شد.
انتشار کتاب هفته در اسفند ۱۳۹۳ به‌دستور مجید غلامی جلیسه، مدیرعامل وقت خانهٔ کتاب و ادبیات ایران و به بهانهٔ نبودِ بودجه تعطیل شد. اگرچه این نشریه پس از آن نیز منتشر می‌شد، اما تحریریهٔ آن منحل و بیشتر صفحات آن به‌صورت تبلیغات به چاپ می‌رسید.